# Misasi (Tanzania)
Misasi è una circoscrizione mista (mixed ward) della Tanzania situata nel distretto di Misungwi, regione di Mwanza. Conta una popolazione di 16 574 abitanti (censimento 2012).